# Лари Кусик
Лари Кусик (на английски: Larry Kusik) е поет и текстописец. 
Израснал в Ню Йорк и във Вашингтон Хайтс и Бронкс. Той е може би най-известен с написването на текста за мелодията „Говори тихо, любов“, любовната тема от филма „Кръстникът“ от 1972 г. Той също така е написал текстове на много други филмови теми, включително „Време за нас“ от филмовата версия на „Ромео и Жулиета“ от 1968 г., „Убийство в Ориент Експрес“, „Скъпа мама“, „Любовта каза сбогом“ от филма от 1974 г. „Кръстникът, част II“ – и „Отвъд утрешния ден“ от „Серпико“. Заедно с композитора Пол Евънс пише песента „Живей млад“ за филма за пролетната ваканция „Уикенд в Палм Спрингс“.
По време на Втората световна война той служи в Северна Африка и на Бирманския път (Бирма – югозападен Китай) като стенограф и машинописец. За изключителната си служба през Втората световна война е награден с медал за американска отбранителна служба.

## Награди
- Номинация за „Грами“ за „Време за нас“ [3]
- Награда на ASCAP за „Когато снегът е върху розите“
- Награда на ASCAP за „Говори тихо, любов“
- BMI награда за Lady (от Billy's Hollywood Screen Kiss)

## Печатни и други издания
- Larry Kusik, Eddie Snyder. Next Time, Say Goodbye I'm Leavin' Partitura.   Лос Анджелис, Метро-Голдуин-Майер, 1968. (на английски)
- Eddie Rota, Nina, Kusik, Larry, Snyder. A Time for Us from Romeo and Juliet Partitura.   Маями Бийч, Флорида, Charles Hansen Music and Books, 1968. (на английски)
- Larry Kusik; Nino Rota. Speak Softly, Love (Love Theme).   OnlineSheetMusic.com, 2013. p. 1611 KB. (на английски)